# Keisuke Moriya
Keisuke Moriya (森谷 佳祐 Moriya Keisuke?, nacido el 11 de julio de 1986 en Kanagawa) es un exfutbolista japonés. Jugaba de delantero y su último club fue el SC Sagamihara de Japón.

## Trayectoria

### Clubes
| Club            | País  | Año         |
| --------------- | ----- | ----------- |
| Shonan Bellmare | Japón | 2005 - 2007 |
| SC Sagamihara   | Japón | 2008 - 2013 |